# Paracles irritans
Paracles irritans är en fjärilsart som beskrevs av Jean Baptiste Boisduval. Paracles irritans ingår i släktet Paracles och familjen björnspinnare. Inga underarter finns listade i Catalogue of Life.